# 齒擠喉塞擦音
齒擠喉塞擦音（Dental ejective affricate）是一種輔音，出現於一些口語中。齒擠喉塞擦音的國際音標（IPA）寫作⟨t͡θʼ⟩，其等價的X-SAMPA音標則記作t-\T_>.

## 特徵
齒擠喉塞擦音的特徵包括：
- 調音方法屬於塞擦音，調音時先阻礙空氣在聲腔流動，再形成狹窄通道讓氣流通過發生湍流來調音。
- 調音部位是牙齒，故調音時舌頭與上牙、下牙或同時與兩者接觸。
- 發聲類型是清音，意味着發音時聲帶並不顫動。
- 本輔音是口腔輔音（口音），表示調音時空氣只從口裡流出。
- 本輔音為中央輔音，調音時氣流在口腔的中央流過舌面，而不從兩側流過。
- 氣流機制是擠喉音，通過將聲門向上擠壓而將空氣排出。

## 出現於
| 語言         | 語言         | 詞彙      | IPA         | 意思 | 註釋 |
| ------------ | ------------ | --------- | ----------- | ---- | ---- |
| 哈爾魁梅林語 | 哈爾魁梅林語 | pé·ltʼθeʔ | [peːltθʼeʔ] | 鷲   |      |

## 外部鏈結
- 在PHOIBLE上搜尋含有[t̪θʼ]的語言